# Peter Grünberg
Peter Grünberg (18. května 1939 Plzeň – 7. dubna 2018 Jülich) byl německý fyzik, nositel Nobelovy ceny za fyziku. Ta mu byla udělena v roce 2007 společně s Albertem Fertem za objev jevu obří magnetorezistence, jenž umožnil výrobu pevných disků s kapacitou řádu gigabytů.
Od narození do odsunu roku 1946 žil Grünberg v Čechách a byl obyvatelem Dýšiny.

## Život
Peter Grünberg se narodil v Plzni během okupace otci Fjodoru Grinbergrovi, ruskému emigrantovi německé národnosti pracujícímu v plzeňské Škodovce, a matce Anně Petermannové pocházející z Dolních Sekyřan. Otci bylo přiděleno německé státní občanství a v roce 1941 změnil své příjmení na Grünberg. Zemřel po skončení druhé světové války v českém internačním táboře a je pohřben v hromadném hrobě v Plzni. Matka Anna zemřela ve 100 letech v roce 2002.
V roce 1946 byl Peter Grünberg odsunut z Československa. Společně s matkou a sestrou se usídlili v německém městě Lauterbach. Po vystudování gymnázia v Lauterbachu Peter studoval fyziku na Univerzitě Johanna Wolfganga Goetheho ve Frankfurtu a Technické univerzitě v Darmstadtu. Poté působil na kanadské Carleton University. Od roku 1972 do odchodu do důchodu v roce 2004 pracoval ve výzkumném centru v Jülichu.
V roce 1966 se oženil, s manželkou Marries měl tři děti. Zemřel v dubnu 2018.